# Jewish Prudence
Pour plus de détails, voir Fiche technique et Distribution.
Jewish Prudence est un film américain de Leo McCarey sorti en 1927.

## Fiche technique
- Titre : Jewish Prudence
- Réalisation : Leo McCarey
- Scénario : Leo McCarey
- Écriture des gags : Stan Laurel
- Photographie : Len Powers
- Producteur : Hal Roach
- Société de production : Hal Roach Studios
- Société de distribution : Pathé Exchange
- Pays de production :  États-Unis
- Langue : Anglais
- Format : 1.33 : 1, 35 mm, noir et blanc
- Durée : 20 minutes
- Date de sortie : 8 mai 1927

## Distribution
- Max Davidson : Papa Gimplewart
- Johnny Fox : Junior Gimplewart
- Martha Sleeper : Rachel Gimplewart
- Gaston Glass : Aaron
- Jesse De Vorska : Abie Gimplewart
- Patrick Kelly
- Eugene Pallette : Receveur des loyers
- Fred Kelsey : Receveur des loyers